# 文聘
文聘（生卒年不详），字仲業，荊州宛（今河南省南阳）人，三國時期曹魏的重要將領。本為劉表麾下，負責鎮守北方外敵。劉表去世，曹操征伐荊州，劉琮投降。初不响應曹操的傳召，後文聘與曹操相見問到為什麼不响應召見，文聘對自己不能防禦外敵而慚愧；曹操對他的忠誠行為感慨，并加以厚待，官拜後將軍、新野侯，逝世後諡曰壯侯。

## 生平

### 忠誠垂泣
東漢末年，仕於群雄劉表手下為大將，負責防衛北方。208年，劉表死，其子劉琮繼位。同年，曹操南征荊州，劉琮獻上荊州，並勸文聘也一起投降，文聘說：「聘不能全州，當待罪而已。」不久曹操到達荊州，文聘面見曹操，曹操問他：「來何遲邪？」文聘悲傷流涕地說：「先日不能輔弼劉荊州以奉國家，荊州雖沒，常願據守漢川，保全土境，生不負於孤弱，死無愧於地下，而計不得已，以至於此。實懷悲慚，無顏早見耳。」曹操贊賞他：「仲業，卿真忠臣也。」賞賜厚禮給他，並授予文聘士兵，命其與曹純追討在長阪的劉備。

### 重鎮莫敵
208年赤壁之戰，曹操戰敗，但仍掌握部份荊州，而江夏因與東吳接壤，民心不安，曹操任文聘為江夏太守，控制北兵，委以邊防重任，賜爵關內侯。後與樂進討關羽於尋口，有戰功，進封延壽亭侯，加討逆將軍。又搶奪關羽在漢津的輜重、燒掉荊城的船。
220年，曹丕代漢稱帝，加文聘爵長安鄉侯，假節。後與夏侯尚圍江陵，文聘負責屯於沔口，孫權曾以五萬人圍於石陽的文聘，形勢危急，文聘堅守不動。圍城二十多日後，孫權惟有撤出，文聘乘機追上並大敗吳軍。《魏略》则记载文聘因城墙被雨淋坏，不及修补，便命城中人躲起来，自己在家中睡觉，孙权果然生疑，不敢攻城而去。文聘因此獲增邑五百戶，前後加上一千九百戶。於石陽禦賊有功，遷為後將軍，封新野侯。這個記錄，即有可能就是《三國演義》中西城空城計的原型。
黃初七年（226年）八月，孫權攻江夏郡，太守文聘堅守。朝議欲發兵救文聘，曹叡：「孫權習慣打水戰，所以敢下船陸攻，幾掩不備也。今已與文聘相持，戰事激烈，始終不敢久戰。」先時遣治書侍御史荀禹慰勞邊方，荀禹到，於江夏發所經縣兵及所從步騎千人乘山舉火，孫權撤退。
文聘在江夏數十年，有威信、恩惠，名震各國，令敵人不敢侵入。後又分文聘戶邑給其子文岱，並為列侯，又賜其姪子文休爵關內侯。文休死後，賜其子文武。文聘死後，諡壯侯。
正始四年（243年），文聘得享从祀于曹操庙庭。

## 特徵
文聘為人忠誠，失去荊州後他十分自責，受到曹操讚許，其後一直負責防守荊州，多次抵抗外敵。

## 三國演義
第四十一回 劉玄德攜民渡江 趙子龍單騎救主
魏延輪刀砍死守門將士，只管招呼玄德軍馬入城。只見城內一將飛馬引軍而出，大喝：「魏延無名小卒，安敢造亂！認得我大將文聘麼！」魏延大怒，挺槍躍馬，便來交戰。魏延與文聘交戰，從巳至未，手下兵卒，皆已折盡。延乃撥馬而逃。
第五十六回 曹操大宴銅雀臺 孔明三氣周公瑾
曹操大宴銅雀臺，讓麾下武將誰用弓箭射中紅心，可得到紅錦戰袍。為此用各自的箭術比武，曹休、文聘、曹洪、張郃、夏侯淵、徐晃（按照出場順序排名）等人比試，一騎飛出，叫曰：「丞相錦袍，合讓俺外姓先取，宗族中不宜攙越。」操視其人，乃文聘也。眾官曰：「且看文仲業射法。」文聘拈弓縱馬一箭，亦中紅心。眾皆喝采，金鼓亂鳴。聘大呼曰：「快取袍來！」。

## 家庭

### 子
- 文岱，文聘之子。分得文聘的戶邑，並為列侯。文聘去世时，文岱已经先亡，文聘养子文休嗣侯。文休卒，文休子文武嗣侯。
- 文休，文聘養子。
- 文厚，文聘姪子。赐爵关内侯。

### 孫
- 文武，文休之子。

## 評價
- 《三國志》評曰：李典貴尚儒雅，義忘私隙，美矣。李通、臧霸、文聘、呂虔鎮衛州郡，並著威惠。許褚、典韋折衝左右，抑亦漢之樊噲也。龐德授命叱敵，有周苛之節。龐淯不憚伏劍，而誠感鄰國。閻溫向城大呼，齊解、路之烈焉。
- 曹操：“仲業，卿真忠臣也。”
- 陳壽：“文聘鎮衛州郡，並著威惠。”
- 孫盛：“臧霸少有孝烈之稱，文聘著垂泣之誠，是以魏武一面，委之以二方之任，豈直壯武見知於倉卒之間哉！”
- 孫權：“北方以此人忠臣也，故委之以此郡。”（《魏略》）

## 延伸阅读
[在维基数据编辑]
 《三國志·卷18》，出自陳壽《三國志》

## 漫畫
- 《火鳳燎原》（陳某）:於赤壁之戰篇時登場，為劉表軍蔡瑁派系，主要鎮守漢水，黃祖死後劉表曾有意要文聘鎮守江夏，但因伊籍之言而改委任劉琦，但於劉琮降曹後、赤壁決戰時才正式出現，為曹軍真正的水軍都督，一直於荆州操練水軍。